# Crociatonum
Crociatonum ou Crouciatonum est une ville de la Gaule, dans la Lyonnaise seconde, capitale des Unelles.

## Localisation
Elle correspond, suivant M. Walckenær, à Valognes, à Barneville ou à Turqueville.
Pour René Le Tenneur, Crociatonum correspond à Carentan ou plus exactement, à Saint-Côme-du-Mont.
Cependant, au XXIe siècle, la ville se dérobe toujours aux recherches des archéologues, malgré de nombreuses tentatives de localisation depuis deux siècles. Hormis une mention par César, seul le géographe grec Ptolémée, deux siècles plus tard, au IIe siècle en a fait une très succincte localisation dans sa Géographie, et fait de Crouciatonum une ville principale et sa mention sur la Table de Peutinger. Sur cette dernière la mention Croucia connum (Crouciatonuim) se lit à droite de la mention Alauna et au-dessus de la vignette représentant Cosedia (Coutances). Selon ses indications, la ville est située chez les Unelles sur une voie reliant Augustodurum (Bayeux) à Alauna (Valognes), à 21 lieues (46,7 km) de la première et à 7 lieues (15,6 km) de la seconde.
Le déchiffrement de l'épigraphie visible sur une borne milliaire, reconvertie en calvaire, au centre de la place de Sainte-Mère-Église, concrétise clairement l'existence de cette cité dans le Cotentin. Toutefois, la borne qui a été déplacée et porte l'inscription « […] à 9 000 pas (13 km) » de Crociatonum, ne permet pas de statuer sur l'emplacement de cette cité, qui selon les auteurs la situe entre Saint-Côme-du-Mont, Sainte-Mère-Église ou encore Beuzeville-au-Plain, bien que ces communes aient livré des vestiges archéologiques gallo-romains (tuiles, céramiques, lapidaire architectural et monnaies gallo-romaines), mais pas d'indices significatifs.

## Historique
La cité sera brûlée au IVe siècle à la suite des invasions barbares et l'implantation de groupes de saxons dans la région de Bayeux.